# Республиканский стадион имени Вазгена Саркисяна
Республика́нский стадио́н и́мени Вазге́на Саркися́на (арм. Վազգեն Սարգսյանի անվան Հանրապետական մարզադաշտ) — многоцелевой универсальный стадион в Ереване, Армения.
Вместимость стадиона составляет 14 935 зрителей. Места VIP-гостей 107. Крытость — 100 %

## История
Строительство стадиона началось в 1935 году и закончилось в течение года. Некоторые строительные работы на стадионе были завершены уже после Великой Отечественной войны.
Первоначально стадион назывался «Динамо», но затем, в начале 1950-х годов, когда республику на чемпионатах СССР вместо ереванского «Динамо» начал представлять ереванский «Спартак», название стадиона было изменено на «Анрапетакан» (Республиканский). 
В 1999 году стадиону было присвоено имя бывшего премьер-министра Вазгена Саркисяна, трагически погибшего в том году .
В 1995 году началась реконструкция стадиона, которая должна была в том же году закончиться, но из-за недостатка финансовых средств этот процесс растянулся до 1999 года, когда исполком УЕФА выделил на окончание реконструкции стадиона более 3 миллионов долларов США. К концу 2000 года стадион был полностью реконструирован. В 2008 году руководство стадиона привело футбольное покрытие стадиона, ложу VIP-гостей и сервисное обслуживание в соответствие стандартам УЕФА. Координированием работ по реконструкции стадиона занималась израильская фирма «Green Diversified» LTD (недоступная ссылка). После выполнения необходимых работ стадиону разрешено принимать на своём поле игры национальной сборной по футболу.
На стадионе проводят домашние матчи национальная сборная Армении по футболу и футбольный клуб «Пюник».

## Галерея
- Скульптура на стене стадиона
- После точечной реконструкции в 2008 году
- Отремонтированный ВИП-сектор
- Старый стадион «Динамо»